# Jinn (série télévisée)
Pour les articles homonymes, voir Jinn.
Jinn, ou Djinns au Québec, est une série télévisée jordanienne en cinq épisodes d'environ 33 minutes créée et produite par Mir-Jean Bou Chaaya, Elan Dassani et Rajeev Dassani, aux côtés de Christian Bou Chaaya et Lucien Bou Chaaya, et mise en ligne le 13 juin 2019 sur Netflix.
Jinn est très controversée en Jordanie à cause d'éléments perçus comme immoraux. Certaines agences gouvernementales menacent même de censurer la série.

## Synopsis
La série suit l'histoire d'un groupe d'adolescents étudiant dans une école privée à Amman. Ils partent en exploration à Pétra, une cité connue pour être la maison d'anciens démons ainsi que le lieu de phénomènes étranges. Le quotidien du groupe est bouleversé lorsqu'une figure spirituelle apparaît, invoquée accidentellement par Mira. Ils doivent alors tenter d'arrêter le jinn avant qu'il ne détruise le monde.

## Critique
Première production de Netflix produite dans un pays arabe, elle est critiquée pour des scènes jugées « immorales » et un langage « grossier » à cause des insultes proférées et le fait que des scènes représentent des baisers, des consommations d'alcools et de drogues.
Face aux critiques, la Royal Film Commission a été accusée pour avoir autorisé le tournage de la série, le procureur a demandé sa censure de la série, mais la législation actuelle ne permet pas à la commission audiovisuelle de le faire.

## Distribution
- Salma Malhas (VF : Estelle Darazi) : Mira
- Sultan Alkhail (VF : Benjamin Bollen) : Yassin
- Hamzeh Okab (VF : Yoann Sover) : Keras
- Aysha Shahaltough (VF : Adeline Chetail) : Vera
- Zaid Zoubi (VF : Grégory Laisné) : Hassan
- Ban Halaweh (VF : Valérie Bachère) : Layla
- Yasser Al Hadi (VF : Bastien Bourle) : Fahed
- Mohammad Nizar (VF : Arnaud Laurent) : Nasser
- Mohammad Hindieh : Omar
- Karam Tabbaa : Jameel
- Abdelrazzaq Jarkas : Tareq
- Hana Chamoun : Miss Ola
- Faris Al Bahri : Naji
- Manal Sehaimat : Lubna

 Source et légende : version française (VF) sur RS Doublage

## Version française
- Société de doublage : Cinephase
- Direction artistique : Grégory Laisné
- Adaptation des dialogues : Sandra Dumontier

## Épisodes
1. D'étranges murmures (Strange Whispers)
2. Le Sable magique (Magic Sand)
3. Un drôle de sentiment dangereux (A Dangerous Funny Feeling)
4. #ChasseursDeDjinns (#JinnHunter)
5. Prenez garde à ce que vous souhaitez (Careful What You Wish For)

## Production

### Développement
Le 26 février 2018, il a été annoncé que Netflix avait commandé la série Jinn, réalisée par Mir-Jean Bou Chaaya, et produite par Elan et Rajeev Daasani. La commande passée comporte la première saison, d'une durée de cinq épisodes.
Le 13 août 2018, il a été annoncé qu'en plus d'être réalisateur, Mir-Jean Bou Chaaya serait aussi un producteur. De plus, il a plus tard été annoncé qu'Elan et Rajeev Dassani feraient partie des scénaristes. Elan devait être le scénariste principal, pendant que Matalqa devait diriger deux épisodes.
Le 18 avril 2019, il a été annoncé que la série sortirait le 13 juin 2019.

### Casting
En même temps que l'annonce de la production, il a été confirmé que Salma Malhas, Hamzeh Okab, Sultan Alkhail, Aysha Shahaltough, Yasser Al Hadi, et Ban Halaweh joueraient dans la série.

### Tournage
Le tournage a débuté le 13 août 2018 à Amman en Jordanie. Il était prévu qu'il dure dix semaines, tout en filmant des lieux tels que Petra, Wadi Rum, ainsi qu'une dizaine d'autres endroits à Amman.